# Amblin'
Amblin' è un cortometraggio del 1968 scritto, diretto e montato da Steven Spielberg. Da questo corto prenderà il nome la prima casa di produzione fondata da Spielberg, la Amblin Entertainment.

## Trama
Amblin' narra la storia d'amore e il viaggio hippy, dal deserto del Sud California fino al mare, di due adolescenti.

## Produzione
Per realizzare Amblin', il regista ricevette nel 1968 un finanziamento di 15.000 dollari da Denis Hoffman; nel contratto venne stabilito che nei 10 anni successivi Spielberg avrebbe diretto un film per Hoffmann a discrezione di quest'ultimo in cambio di 25.000 dollari e il 5% degli incassi al netto delle spese ("1968 Amblin Contract"). Questo contratto ebbe un seguito: nel 1977 Spielberg "riscattò" con il cosiddetto "the 1977 Buy-Out Agreement" i suoi doveri in cambio di 30.000 dollari, ma negli anni 1990 Hoffmann pretese 33 milioni, il che portò alla causa "Heights Investment Co. and Steven Spielberg vs. Denis Hoffman" del 1995.